# Jorge Díaz (dramaturge)
Pour les articles homonymes, voir Jorge Díaz (homonymie) et Díaz.
Œuvres principales
«El velero en la botella», «El cepillo de dientes»
Jorge Díaz Gutiérrez (Rosario, Argentine 20 février 1930 - Santiago du Chili, le 13 mars 2007) était un dramaturge chilien. Né en Argentine, de parents espagnols, il a vécu au Chili de ses 3 ans à ses 35 ans. À partir de 1965, il s'établira en Espagne, et revint à Santiago du Chili en 1993 pour recevoir le prix national du théâtre et y restera finalement  jusqu'à sa mort. Il est auteur d'une centaine d'œuvres qui comptent parmi les plus diffusées El cepillo de dientes et El velero en la botella.

## Biographie
Il a étudié l'architecture à l'Université catholique du Chili ; puis a commencé le théâtre à partir de 1959, comme auteur, acteur et metteur en scène de la compagnie de théâtre indépendant chilien Ictus avec laquelle il réussira à présenter l'essentiel de sa production dramatique. Son œuvre peut être divisée en trois mouvements : un premier qui s'inscrit dans le registre du théâtre de l'absurde, un second plus réflexif, combatif et engagé, en tant que dramaturge de l'exil et enfin un troisième celui de la consécration et de la reconnaissance.
En 1969, il a réuni des acteurs de différentes zones culturelles et a créé le groupe "Théâtre du Nouveau Monde". Après une période consacrée à la production d'œuvres d'analyse de la relation de couple, il entre dans une phase d'engagement social en écrivant des œuvres de dénonciation des actions liées au coup d'Etat militaire de 1973 au Chili et d'autres tragédies de la gestion politique latino-américaines. De cette époque nous pouvons citer :  Mear contra el viento (1974), Toda esta larga noche (1976) y La puñeta (1977). Dans une approche plus alternative et aussi pendant sa période  espagnole, Jorge Díaz a fait partie de la compagnie de théâtre pour enfants Trabalenguas.
En 1991, il a réalisé un montage collectif de textes de Neruda, qui, un an plus tard, a été invité à participer à divers festivals de théâtre en Europe et  pour l'Exposition universelle de Séville (1992).
Il a également écrit pour la radio et la télévision, des pièces radiophoniques telle que La travesía (2004) et des séries pour des chaînes de TV chiliennes : La cosiaca, (1972) et El último verano (1988).
Il est décédé à la suite d'un cancer de l'œsophage, à 77 ans.
En 2006, la Casa de América à Madrid lui a donné un "anti hommage" avec la reprise de son centième texte El Quijote no existe. Une autre célébration a été diffusée sur la radio nationale d'Espagne avec deux de ses œuvres : El guante de hierro  et  Winnipeg, un hommage au navire affrété par Pablo Neruda après la guerre civile espagnole, pour transporter de la France au Chili les réfugiés espagnols. La radio a obtenu un prix Ondas pour cette initiative.

## Œuvres
(Sélection)
Il n'existe pas actuellement de traductions publiées en langue française
- El cepillo de dientes (1960)
- Réquiem para un girasol (1961)
- El velero en la botella (1962)
- El lugar donde mueren los mamíferos (1963)
- Chumingo y el pirata de lata (1963), teatro para niños, con el seudónimo de «Pepe Abedul» y en colaboración con Mónica Echeverría
- Serapio y Yerbabuena (1963), teatro para niños
- Variaciones para muertos de percusión (1964)
- El nudo ciego (1965)
- La víspera del degüello o El Génesis fue mañana (1966)
- Topografía de un desnudo (1966)
- Introducción al elefante y otras zoologías (1968)
- Mata a tu prójimo como a ti mismo (1974)
- La corrupción del ángel cibernético (1974)
- Toda esta larga noche (1978)
- Desde la sangre y el silencio (1986)
- Piel contra piel (1982)
- Dicen que la distancia es el olvido (1986)
- Ayer sin ir más lejos (1987)
- Ópera inmóvil (1994)
- El desvarío (1988)

## Prix et récompenses
Parmi les prix qu'il a remporté le Prix National des Arts et de la Communication et de l'Audiovisuel en 1993 ; Prix Antonio Buero Vallejo de Guadalajara en 1992 ; le Prix Born de Teatro en 1990 pour son œuvre El jaguar azul ; le prix du Théâtre Centenaire de la Caja de Ahorros de Badajoz, en 1989 ; le second prix du 4e concours de dramaturgie Eugenio Dittborn, décerné par l'École de Théâtre de l'Université catholique, pour son texte  Fragmentos de alguien, en 1987 ; le Prix du Théâtre de  Palencia (Espagne) en 1980.